# Ballantine’s
A Ballantine’s a Pernod Ricard egyik italmárkája, melynek kínálatába különböző skót whiskyk és whisky alapú szeszesitalok tartoznak.

## Története
George Ballantine (1809-1891) 1827-ben alapította vállalkozását Edinburgh-ban. A fiai kezében tovább virágzó alkoholkereskedés 1903-ban elnyerte a Royal Warrant címet.
1919-ben a család eladta üzletét, az új tulajdonosok pedig sikeresen vették célba az USA piacait is. A szesztilalom feloldását követően, az 1930-as évek közepére a Ballantine’s-é volt a keleti part legkiterjedtebb értékesítési hálózata. A 60-as években a cég termékei Európában is elterjedtek, a 70-es években pedig a keleti blokkban is a Ballantine’s termékei voltak a legkeresettebb skót whiskyk. 2005-ben a Ballantine’s a Pernod Ricard tulajdonába került.
A Ballantine’s mára a világ legismertebb whiskymárkái közé tartozik.

## Változatai
A Ballantine’s italok három sorozatot alkotnak: skót kevert whiskyk, skót házasítatlan malátawhiskyk, illetve (ismeretlen fajtájú) skót whiskyből készült ízesített szeszesitalok.

### Kevert whiskyk
- Ballantine’s Finest: a jelenlegi kínálat legrégebbi darabja, melyet eredeti formájában 1910-ben hoztak forgalomba. Több, mint 40 különböző maláta- és gabonawhiskyből keverik.
- Ballantine’s 12 éves
- Ballantine’s 17 éves
- Ballantine’s 21 éves
- Ballantine’s 30 éves
- Ballantine’s 40 éves

A fentiek mellett rövidebb életű kísérleti vagy korlátozott kiadások is gyakran megjelennek.

### Házasítatlan malátawhiskyk
A Pernod Ricard tulajdonában lévő lepárlók közül háromból házasítatlan malátawhiskyt is palackoznak a Ballantine’s márkanév alatt:
- Ballantine’s 15 és 23 éves Glentauchers
- Ballantine’s 15 éves Miltonduff
- Ballantine’s 15 és 18 éves Glenburgie

### Egyéb szeszesitalok
A Ballantine’s szeszesitalok whiskyből készülnek, de ízesítésük és/vagy alacsony alkoholtartalmuk miatt az Európai Unióban nem forgalmazhatók whisky néven, így szeszes ital (spirit drink) elnevezéssel kerülnek forgalomba.
- Ballantine’s Brasil: limehéjjal ízesített skót whiskyből, 35% alkohollal.
- Ballantine’s Passion: trópusi gyümölcsös ízesítésű skót whiskyből, 35% alkohollal.
- Ballantine’s Light: skót whiskyből 20% alkoholtartalomra hígítva